# ディラン・フェンテ
ディラン・フェンテ（Dylan Vente, 1999年5月9日 - ）は、オランダ・ロッテルダム出身のサッカー選手。SCヘーレンフェーン所属。ポジションはフォワード。
かつてフェイエノールトでプレーしたレーン・フェンテの弟の孫にあたる。

## クラブキャリア
3歳の頃からフェイエノールトのシーズンチケットを持っていたほどのフェイエノールト・ファミリーで育ったフェンテはバレンドレヒトのVV Smitshoekでサッカーを始めた後、9歳でフェイエノールトのユースへ加入した。2015年11月に16歳でフェイエノールトと4年契約に結び、2017-18シーズンを前にトップチームに昇格した。
2017年9月13日のUEFAチャンピオンズリーグのマンチェスター・シティ戦で72分にミシェル・クラーメルとの交代で出場し、当時のクラブ史上最年少（18歳と127日）での欧州カップ戦デビューを果たした。またこのシーズンはUEFAユースリーグでもグループステージで4試合3得点を記録し、グループ2位での冬越えに貢献している。
12月17日に家庭の事情で欠場したニコライ・ヨルゲンセンに代わってスパルタ・ロッテルダムとのアウェーでのダービーマッチでリーグ戦では初のスタメン出場を果たした。ジャン・パウル・ボエチウスのクロスからヘディングで初ゴールを決め、1937年3月27日にレーン・フェンテがBeerschot相手にヤン・リンセンのクロスから決めたデ・カイプでの初得点を人々に思い出させた。この試合でフェンテはさらに2アシストを記録した。フェイエノールトの選手としては18歳と222日でトニー・ヴィリェナ（18歳と38日）以来の最年少記録選手となり、アルへメーン・ダッハブラッドでマン･オブ・ザ・マッチに選ばれた。2018年4月4日に契約を延長し、2022年までの新契約を結んだ。
2021年1月28日、ローダJCにレンタル移籍した。8月4日に完全移籍となった。
2023年7月31日、ハイバーニアンFCに3年契約で移籍した。
2024年8月15日、PECズヴォレにレンタル移籍した。
2025年6月21日、SCヘーレンフェーンへ移籍。

## タイトル
フェイエノールト
- KNVBカップ : 2017-18
- ヨハン・クライフ・スハール : 2017, 2018

## 参照
1. ↑  https://www.ad.nl/nederlands-voetbal/feyenoord-na-tijd-van-aankopen-en-kiezen-voor-ervaring-duikt-jeugd-op~a0a253dc/
2. ↑  http://www.feyenoord.nl/nieuws/nieuwsoverzicht/eerste-profcontract-voor-spits-dylan-vente
3. ↑  https://nos.nl/artikel/2192843-statistiekenbureaus-maken-overuren-na-oorwassing-feyenoord.html
4. ↑  https://www.feyenoordpings.nl/nieuws/eerste-elftal/111311/vente-roept-herinnering-op-hij-maakte-een-slaande-beweging-met-zijn-hoofd
5. ↑  https://www.feyenoord.nl/nieuws/nieuwsoverzicht/vente-trots-op-eerste-eredivisiegoal-deze-dag-zal-ik-nooit-vergeten
6. ↑  https://www.ad.nl/nederlands-voetbal/saymak-in-topvorm-sparta-dramatisch~a0e171cd/
7. ↑  https://www.feyenoord.nl/nieuws/nieuwsoverzicht/malacia-en-vente-verbinden-zich-aan-feyenoord
8. ↑  “Dylan Vente: Dutch striker joins Hibernian from Roda JC”. BBC Sport (31  July 2023). 2023年8月16日閲覧。
9. ↑  “PEC Zwolle versterkt zich met Dylan Vente” [PEC Zwolle strengthens itself with Dylan Vente] (オランダ語).   PEC Zwolle (2024年8月15日). 2024年9月9日閲覧。
10. ↑  “Transfer: Dylan Vente Joins SC Heerenveen”.   ハイバーニアンFC公式サイト (2025年6月21日). 2025年6月21日閲覧。